# Gabriele Hawa
Gabriele Hawa (Aleppo, 28 settembre 1668 – Roma, 1752) è stato un arcivescovo cattolico siriano.

## Biografia
Fu tra i fondatori dei monaci antoniani maroniti, di cui fu primo superiore generale: cercò di rendere l'ordine un istituto missionario e centralizzato, sul modello della Compagnia di Gesù e, in dissenso con il suo successore Abdallah Qaraali, che orientò l'ordine verso l'insegnamento, lasciò gli antoniani e si ritirò a Roma.
Fu consacrato arcieparca di Cipro dei maroniti nel 1724, ma lasciò l'isola pochi anni dopo per rientrare a Roma, dove si spense.